# Congregação das Irmãs de Notre Dame
A Congregação das Irmãs de Notre Dame (Nossa Senhora), ou ainda Congregação das Irmãs de Notre Dame de Coesfeld, é uma congregação religiosa feminina da Igreja Católica. Foi fundada em Coesfeld, Alemanha, em 1 de outubro de 1850.

## História
O padre francês da St. Lamber, Padre Theodore Elting, sugeriu que as irmãs Hilligonde Wolbring e Elisabeth Kühling, conhecidas como Irmã Maria Aloysia e Irmã Maria Ignatia, respectivamente, estabelecessem uma congregação religiosa que desse um financiamento econômico mais sólido para suas atividades.
A pedido de Johann Georg Müller, Bispo de Münster, três irmãs da congregação das Irmãs de Nossa Senhora de Namur viajaram de Amersfoort, Países Baixos, para instruir Wolbring e Kuhling, baseando-se em sua congregação que foi fundada por Santa Júlia Billiart em 1804.
Wolbring (Irmã Maria Aloysia) e Kuling (Irmã Maria Ignatia) formalmente estabeleceram a Congregação das Irmãs de Notre Dame de Coesfeld em 1 de outubro de 1850, e o Padre Elting adquiriu um convento abandonado, St. Annathal, para servir como o seu primeiro lar. Em 1855, as Irmãs de Notre Dame de Coesfeld se tornaram uma congregação independente e, em 5 de outubro de 1856, Maria Anna, de Munster, Alemanha, foi eleita a primeira superiora geral.

## Presença

### No Brasil
No Brasil, ela encontra-se dividida em duas províncias:
- Província da Santa Cruz (localizada em Passo Fundo, no Rio Grande do Sul)
- Província Nossa Senhora Aparecida (localizada em Canoas, no Rio Grande do Sul)

### No mundo
A Congregação das Irmãs de Notre Dame está presente na Europa, Ásia, África e nas Américas do Norte e do Sul.